# MOLT-4
MOLT-4细胞是一个人急性白血病的细胞系，分离自一位19岁男性急性淋巴细胞性白血病的复发患者，该患者前期接受过多种药物联合化疗，列入NCI-60和LL-100细胞列表廣泛應用於生物學和癌症研究。

## 外部連結
- Cellosaurus entry for MOLT-4 （页面存档备份，存于）